# Chiesa di San Francesco (Asciano)
La chiesa di San Francesco, anche conosciuta come San Lorenzo, è un edificio che si trova ad Asciano; di proprietà del demanio dello Stato e gestita dal comune, è attualmente chiusa al culto - pur non risultando sconsacrata - ed utilizzata per eventi culturali.

## Storia
Il convento di San Francesco sorse sulla sommità di un rilievo denominato "Prato", a sud del centro abitato di Asciano e al di fuori del circuito murario, presumibilmente già sito dell'antica rocca distrutta nel 1169 dopo la cessione del paese alla Repubblica di Siena. Ivi esisteva una chiesa, dedicata a san Lorenzo, presso la quale si stabilì probabilmente nel primo quarto del XIII secolo una comunità di frati minori; del resto, lo stesso Francesco d'Assisi aveva visitato Siena e il territorio circostante nel 1212, per quanto non sia accertata la fondazione da parte sua di un convento ad Asciano. Nel 1265 il rettore dello Spedale di Santa Maria della Scala di Siena Jacopo di Bencivenne acquistò un terreno sul "Prato" per la costruzione di un piccolo ospedale, per la quale sua moglie India donò un podere contiguo. Tuttavia l'ospedale non venne mai realizzato.
La più antica attestazione dell'insediamento scialengo è presente nel Bullarium Franciscanum, risale al 1313 ed è relativa a quattro anni prima, quando vi furono accolti i fraticelli cacciati da Siena. L'attuale complesso venne edificato tra la fine dello stesso secolo fino alla metà di quello successivo; la chiesa fu la prima costruzione ad essere iniziata, nel 1270 circa, per venire terminata perlomeno nell'area absidale presumibilmente nell'anno 1300. Tra il 1410 circa e il 1440 dimorò nel convento, che allor risultava già passato dai minori ai conventuali, il beato Pietro Fratangioli da Trequanda. Nel 1676 la comunità contava otto frati dei quali sei sacerdoti.
La chiesa subì tra il XVII e il XVIII secolo massicci interventi di ammodernamento con l'erezione degli altari barocchi, la chiusura delle nicchie affrescate e dei finestroni gotici, e l'imbiancatura di buona parte delle pitture murali.
Il convento venne soppresso nel 1808; nel 1826 venne fondata la compagnia laicale di Sant'Antonio abate per la cura della chiesa, cui subentrò nel 1894 quella di San Crispino; gli altri edifici del complesso, invece, divennero abitazioni private. Per tutto il XX secolo la chiesa fu oggetto di restauri conservativi, dei quali i più ingenti messi in atto tra il 1985 e il 1988.

## Descrizione

### Esterno

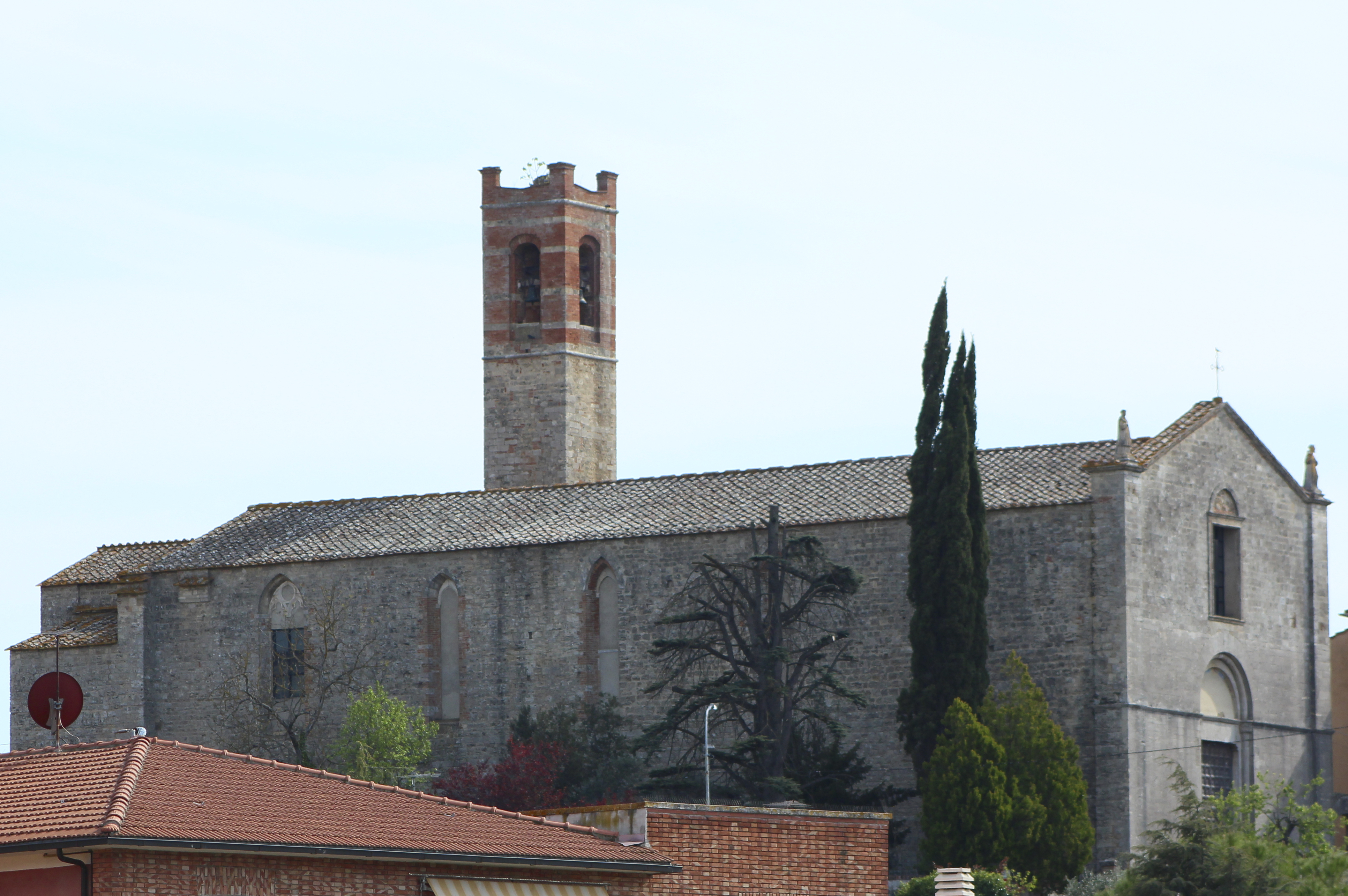
Veduta esterna da nord

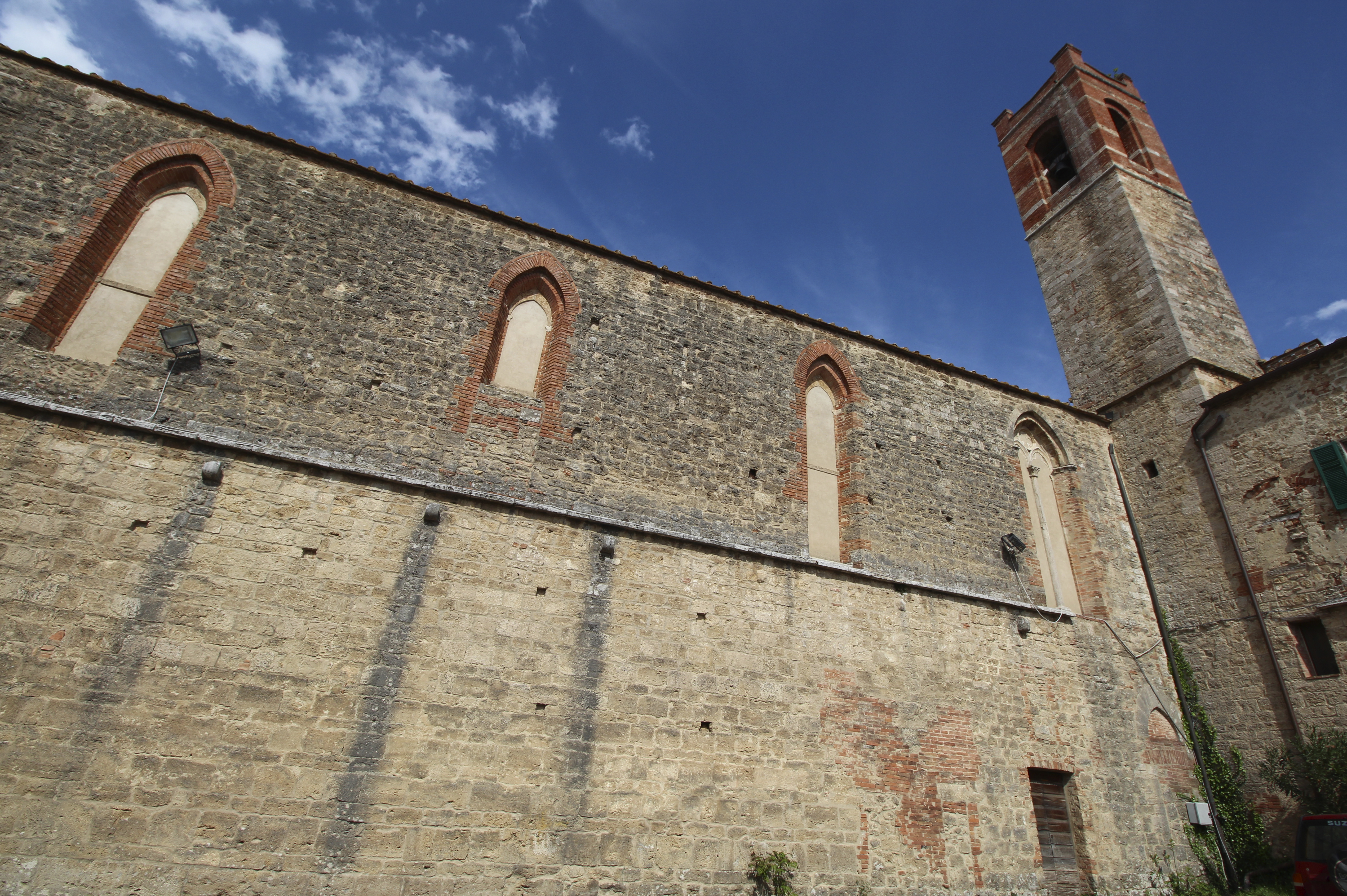
Fianco destro e campanile

Il paramento murario esterno della chiesa è quasi integralmente in blocchi di travertino che, sul fianco sinistro, sono alternati in base alla loro dimensione così da suggerire un effetto di bicromia. La facciata è a capanna ed è suddivisa in due sezioni orizzontali (delle quali la superiore rifatta nel XVII secolo) da un cornicione che corre in corrispondenza dell'imposta dell'arco a tutto sesto della lunetta dell'unico portale; quest'ultima era ornata da un affresco raffigurante le Stimmate di San Francesco, del quale rimane soltanto un lacerto nella parte superiore. In asse con l'ingresso si apre una finestra rettangolare, che sostituisce l'originario rosone circolare. Alle estremità, il prospetto è stretto fra due sodi angolari, sormontati dalle statue rispettivamente di San Francesco (a destra) e San Lorenzo (a sinistra), di anonimo scultore del XVIII secolo.
Lungo le fiancate sono visibili le grandi finestre ogivali, murate in occasione dei rifacimenti barocchi della chiesa: a destra vi sono tre monofore e una bifora, mentre a sinistra quattro monofore e una bifora (all'interno della quale è stata praticata una finestra rettangolare); tale disparità di numero è dovuta alla presenza della torre campanaria, la cui cella in laterizi ospitava alla fine degli anni 1660 un concerto di tre bronzi, rispettivamente nel 1334, 1538 e 1653.
Alla destra della chiesa si sviluppa il complesso di edifici che inglobano le strutture dell'ex convento. Esse si articolano su tre lati intorno al primo chiostro, risalente alla metà del XIV secolo, del cui loggiato rimangono soltanto alcuni peducci e l'arco di accesso al lato della facciata; al centro del cortile vi è ancora l'antico pozzo, mentre nel fabbricato sul lato orientale sono visibili la porta d'accesso e le due finestre ad arco della sala capitolare; probabilmente si trovava nel braccio meridionale il refettorio, ricavato dalla primitiva chiesa di San Lorenzo, e faceva parte del complesso anche una cappella intitolata a san Bernardino da Siena e sede dell'omonima compagnia laicale sino a quando quest'ultima, alla fine del XVIII secolo si trasferì nella chiesa di San Giovanni Battista, nel centro abitato di Asciano. Il primo chiestro era collegato al secondo, edificato nel 1460 circa, tramite un corridoio nel quale si trova un'iscrizione che commemora l'erezione del dormitorio del convento nel 1345 grazie ad una donazione di Antonio di Meo Tolomei.

### Interno

#### Navata

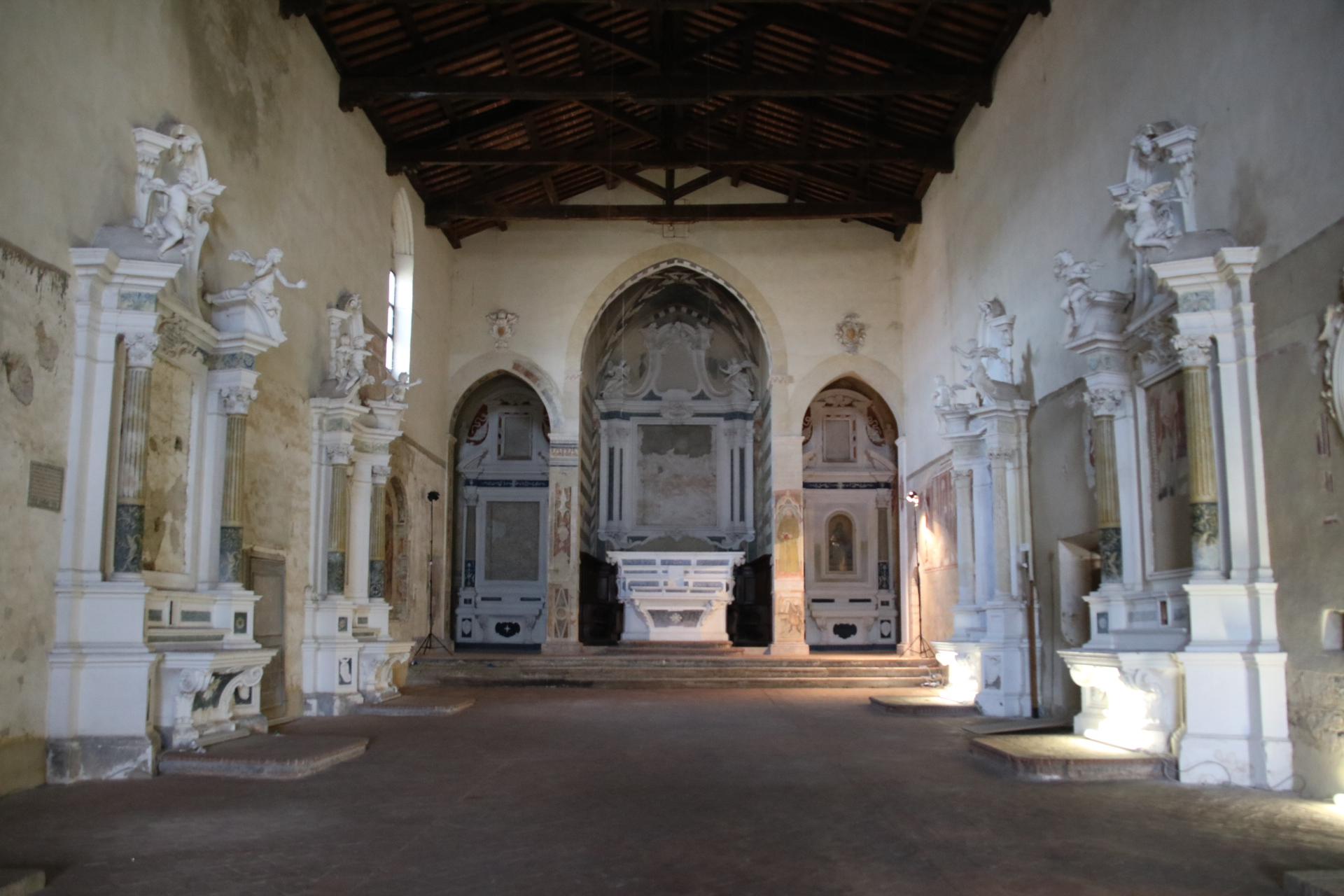
Interno verso la parete di fondo

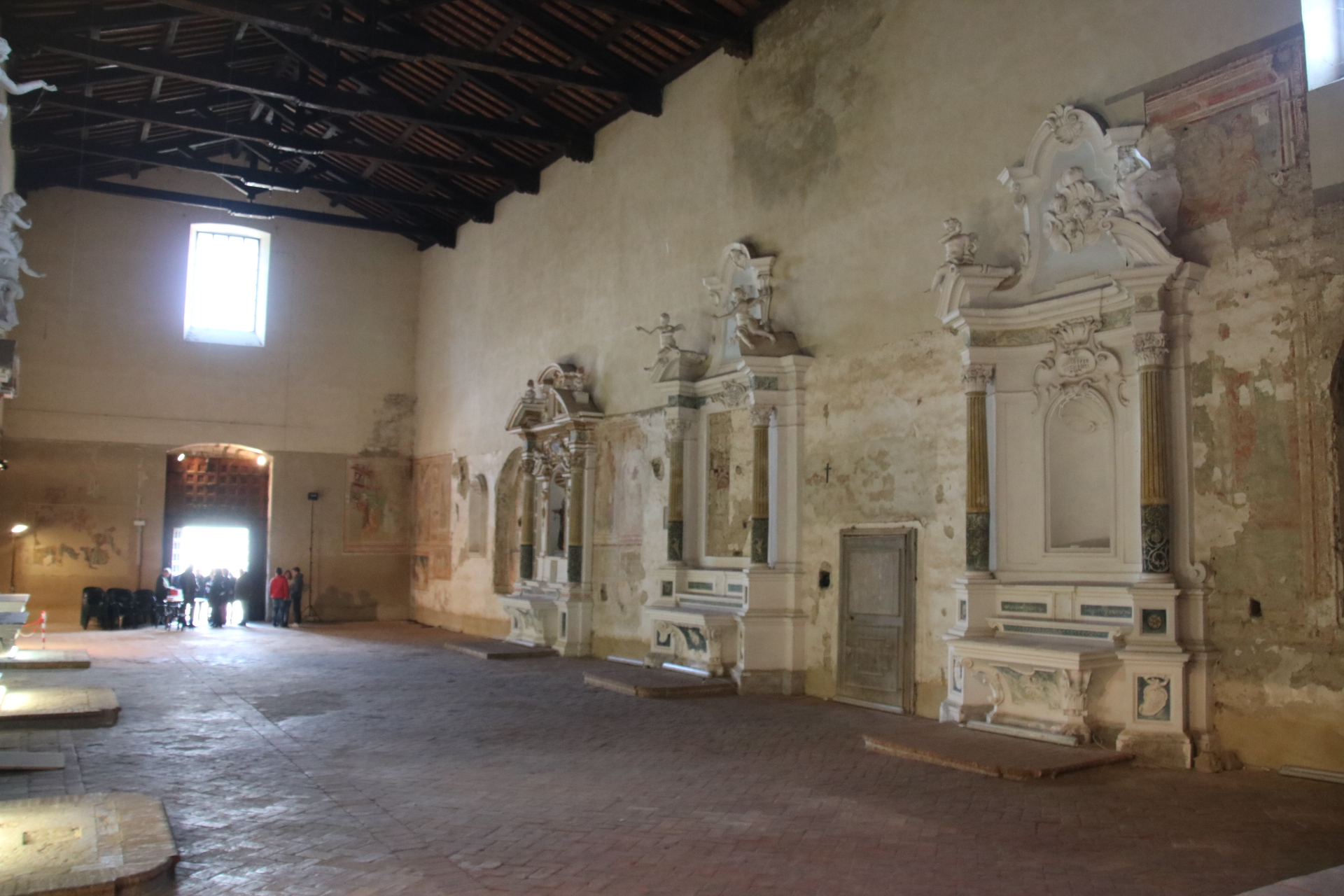
Interno verso la controfacciata

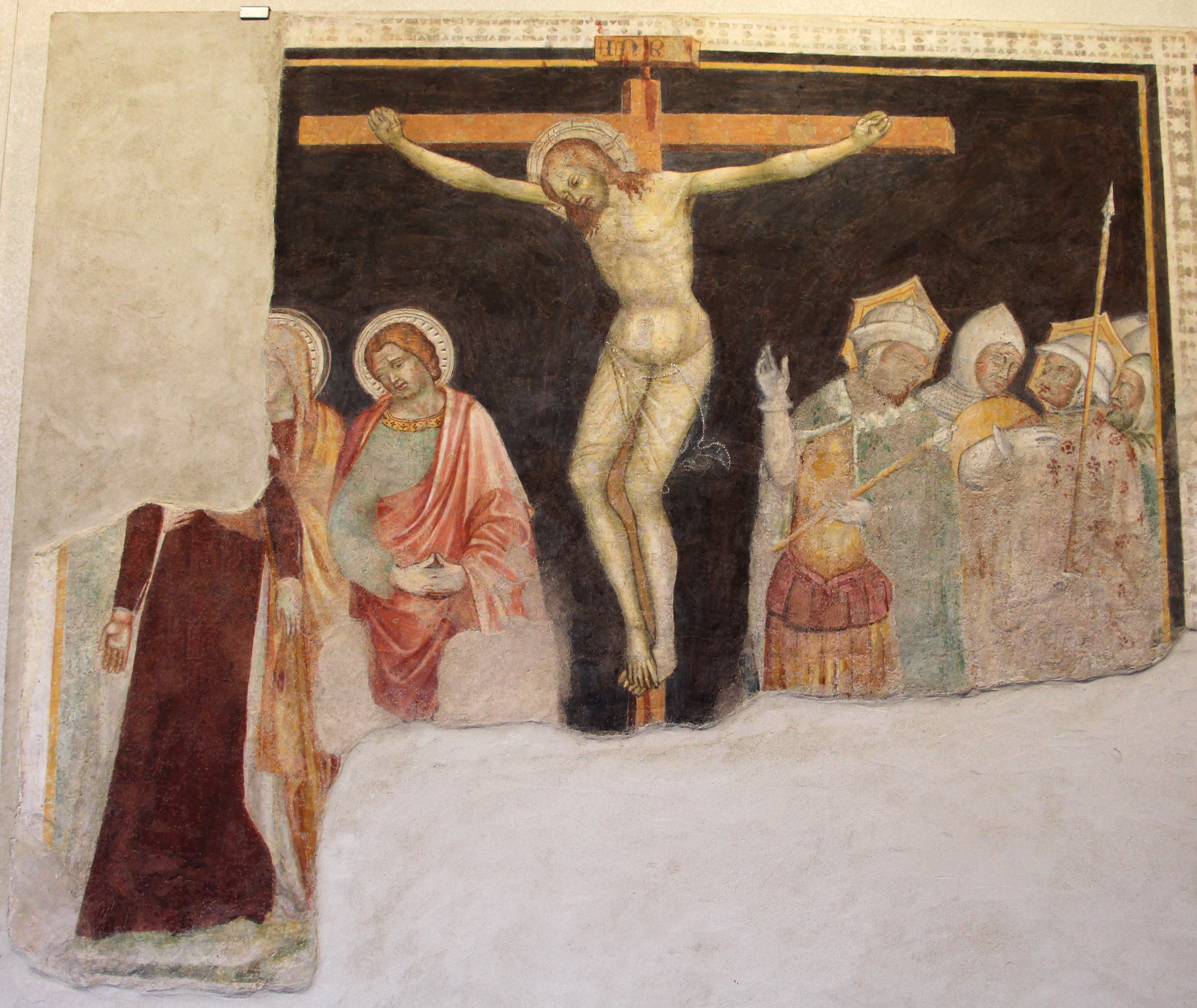
Maestro di Monticiano, Crocifissione (inizi XV secolo, attualmente nel museo di palazzo Corboli di Asciano)

L'aula si articola in un'unica, ampia navata lunga 30 metri e larga 12,50, coperta con soffitto a capriate lignee e illuminata dalle due finestre rettangolari che si aprono rispettivamente nella controfacciata e nel tratto terminale della parete di sinistra. Ai lati del portale maggiore vi erano due acquasantiere quattrocentesche delle quali l'una ancora in loco mentre l'altra, di Antonio Ghini, si trova attualmente nel museo di palazzo Corboli di Asciano. In origine la navata era divisa da un tramezzo demolito intorno al 1545 contestualmente allo spostamento degli stalli lignei del coro dei frati dalla navata alla cappella absidale maggiore.
Le pareti della navata presentano un palinsesto pittorico a fresco. Risalgono alla seconda metà del XIV secolo e sono opera di un artista senese i dodici riquadri con Scene della Passione sulla parete destra; sono invece degli inizi del secolo successivo ed attribuibili al Maestro di Monticiano San Bartolomeo e donatore della parete destra e gli affreschi staccati ed esposti in palazzo Corboli, rispettivamente raffiguranti l'Ultima cena, l'Orazione dell'orto degli ulivi, la Flagellazione (frammentaria), la Crocifissione e Gesù risorto; sono pertinenti a quest'ultima serie anche i due riquadri in controfacciata raffiguranti San Pietro e l'Incontro con san Giovannino nel deserto. Di Jacopo di Mino del Pellicciaio (1345) sono le specchiature in finti marmi della parte inferiore del tratto terminale della parete destra, le figure stanti di Santo Stefano, San Giovanni Battista, Santa monaca, Santa Barbara, San Bartolomeo, Madonna della Misericordia, San Pietro, San Paolo, Santa Caterina d'Alessandria, San Lorenzo con Giovanni della Verna e presumibilmente San Luigi IX con un donatore (sullo stesso lato) e di San Ludovico di Tolosa (sulla parete sinistra), nonché i riquadri con la Madonna col Bambino tra angeli e santi e Sant'Eufrasia con due donatori (a lato dell'altare della Madonna del Carmelo) e la Madonna col Bambino e san Francesco (sopra la porta del chiostro). Allo stesso artista è attribuibile l'affresco con il Beato Gerardo Cagnoli, situato all'inizio della parete sinistra e facente tutt'uno con tre scene di miracoli operati dal frate; quest'ultimo complesso figurativo è attorniato da altri dipinti, presumibilmente attribuibili a Giovanni da Asciano e raffiguranti il Vir dolorum tra i santi Pietro e Paolo (in basso), Gesù nell'orto degli ulivi (1372, al lato) e la Flagellazione di santa Caterina d'Alessandria (in controfacciata); di Giovanni sarebbe anche Sant'Ivo con due angeli (1368), che affianca il summenzionato San Ludovico, mentre di Agostino di Marsilio sono il Compianto sul Cristo morto situato al di sotto dell'affresco del 1372, e il Thronus Gratiæ all'inizio della parete destra (fine anni 1430?); di quest'ultimo autore è anche l'affresco staccato - proveniente dalla parete destra e ora in controfacciata - della Madonna col Bambino tra sant'Antonio abate, san Giuliano e un donatore, mentre il Santo vescovo (forse Agostino d'Ippona) della parete destra è riconducibile all'ambito di Pietro di Ruffolo.
Lungo le pareti laterali della navata trovano luogo sei altari barocchi in stucco: i due più vicini all'ingresso, che a differenza degli altri sono ornati con dorature, risalgono alla metà del XVII secolo; i restanti, invece, sono del secolo successivo. Il primo altare di sinistra è dedicato a sant'Antonio di Padova, raffigurato nella statua lignea policroma di Sant'Antonio col Bambino, la quale ne sostituisce una secentesca con analogo soggetto che, a sua volta, aveva rimpiazzato una tela di Francesco Nasini del 1664 che raffigurava lo stesso santo; all'immediata sinistra dell'altare, in parte celata da quest'ultimo, vi è una nicchia con affrescata la Madonna della Cintola del Maestro di Monticiano (inizi del XV secolo). Seguono l'altare dell'Immacolata Concezione, che accoglieva una tela del XVII secolo di modesta fattura con la Vergine Maria e due angeli, e quello di San Francesco, all'interno della cui nicchia era collocata una statua del XVII secolo. Nel tratto terminale della parete sinistra vi è una nicchia, già incorniciata da un'architettura dipinta, affrescata da un pittore della cerchia del Sodoma intorno al 1505 con Gesù in croce fra la Madonna e san Giovanni evangelista e i santi Francesco e Sigismondo.

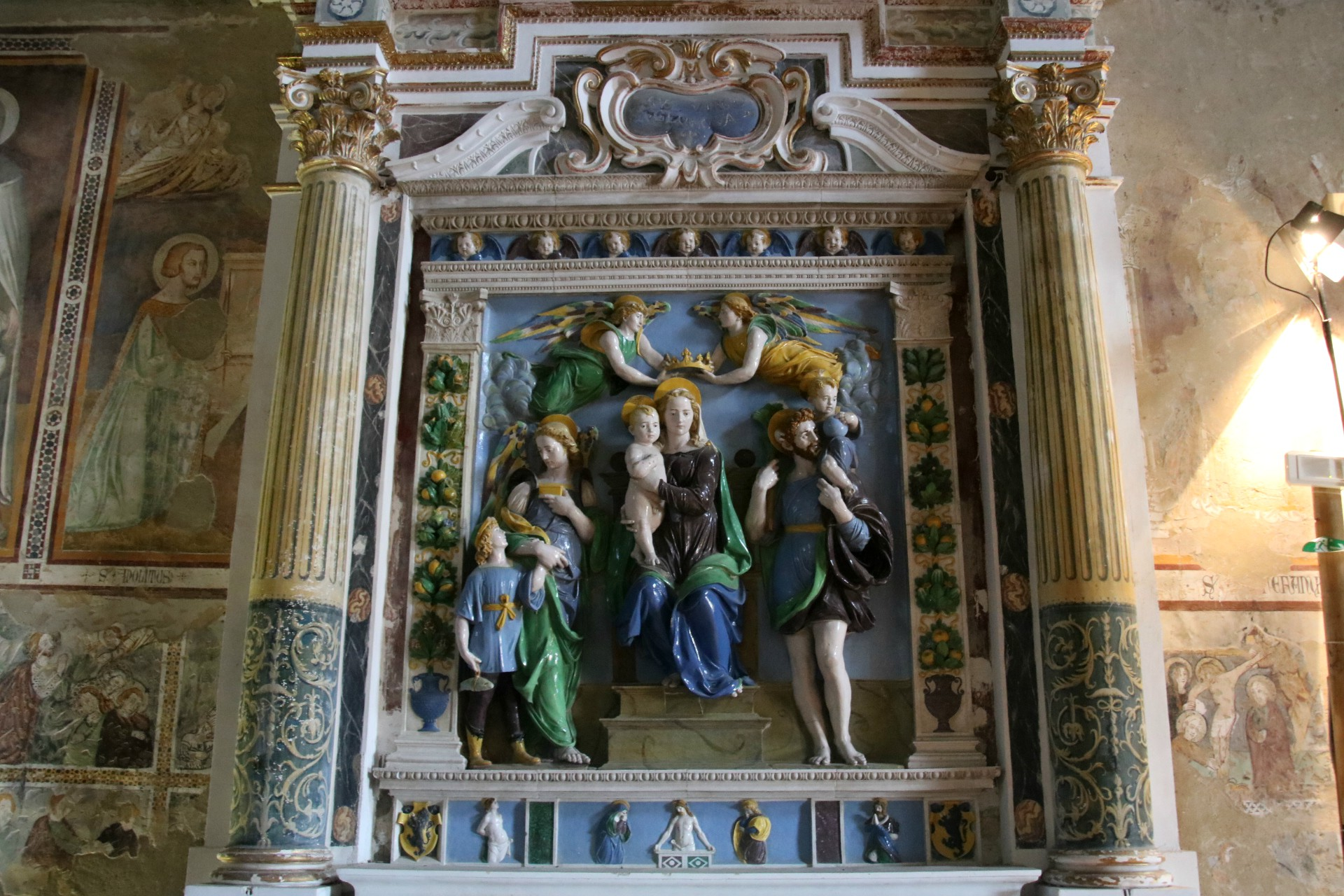
Luca Della Robbia il Giovane, Madonna col Bambino tra San Cristoforo, Tobia e l'angelo (1552 circa)

Il primo altare di destra è intitolato alla Madonna del Carmelo ed è sormontato da una terracotta invetriata policroma di Luca Della Robbia il Giovane, realizzata nel 1522 circa: essa raffigura la Madonna col Bambino incoronata da due angeli, tra i santi Cristoforo e Raffaele arcangelo con Tobia. Nella predella, tra due stemmi privi di identificazione, Vir dolorum tra Dolenti e i santi Sebastiano e Rocco. L'altare mediano, del Crocifisso, accoglieva la tela di Francesco Nasini Gesù in croce tra la Madonna, san Giovanni Evangelista e san Francesco (1664), commissionata dal guardiano Andrea Pistolesi, O.F.M.Conv. la cui arme è riportata in basso a destra; nella nicchia posta al centro dell'ancona del terzo altare, dedicato a san Paolo o a san Bonaventura, vi era una statua in legno intagliato e dipinto di Sant'Antonio abate, del terzo quarto del XIV secolo; quest'ultima proveniva dall'ampia nicchia che si apre nel tratto iniziale della parete destra (già ancona di un altare dedicato all'Anacoreta, patronato della famiglia Griffoli), con affreschi coevi raffiguranti Storie della vita di sant'Antonio abate (in basso), la Madonna col Bambino in trono tra i santi Giacomo Maggiore e Giovanni Battista (nella lunetta) e i Santi Agata e Cristoforo (nell'intradosso), probabilmente realizzati da un pittore orvietano.
Nella chiesa attualmente non si trova alcun organo a canne. È tuttavia testimoniata la presenza di un tale strumento risalente al 1492; esso era dotato di 9 registri e collocato su una cantoria lignea dapprima al di sopra della porta della sacrestia, poi a metà della parete di sinistra della navata ed infine, in seguito all'erezione dell'altare dell'Immacolata Concezione, in corrispondenza della porta di accesso al chiostro. Non è da escludersi che la cassa fosse chiusa da due portelle ornate con le tele di Santa Chiara d'Assisi e Santa Elisabetta d'Ungheria di Antonio Maria Möller (1631), nel 1664-1668 registrate presso l'altare di Sant'Antonio di Padova.

#### Cappelle absidali

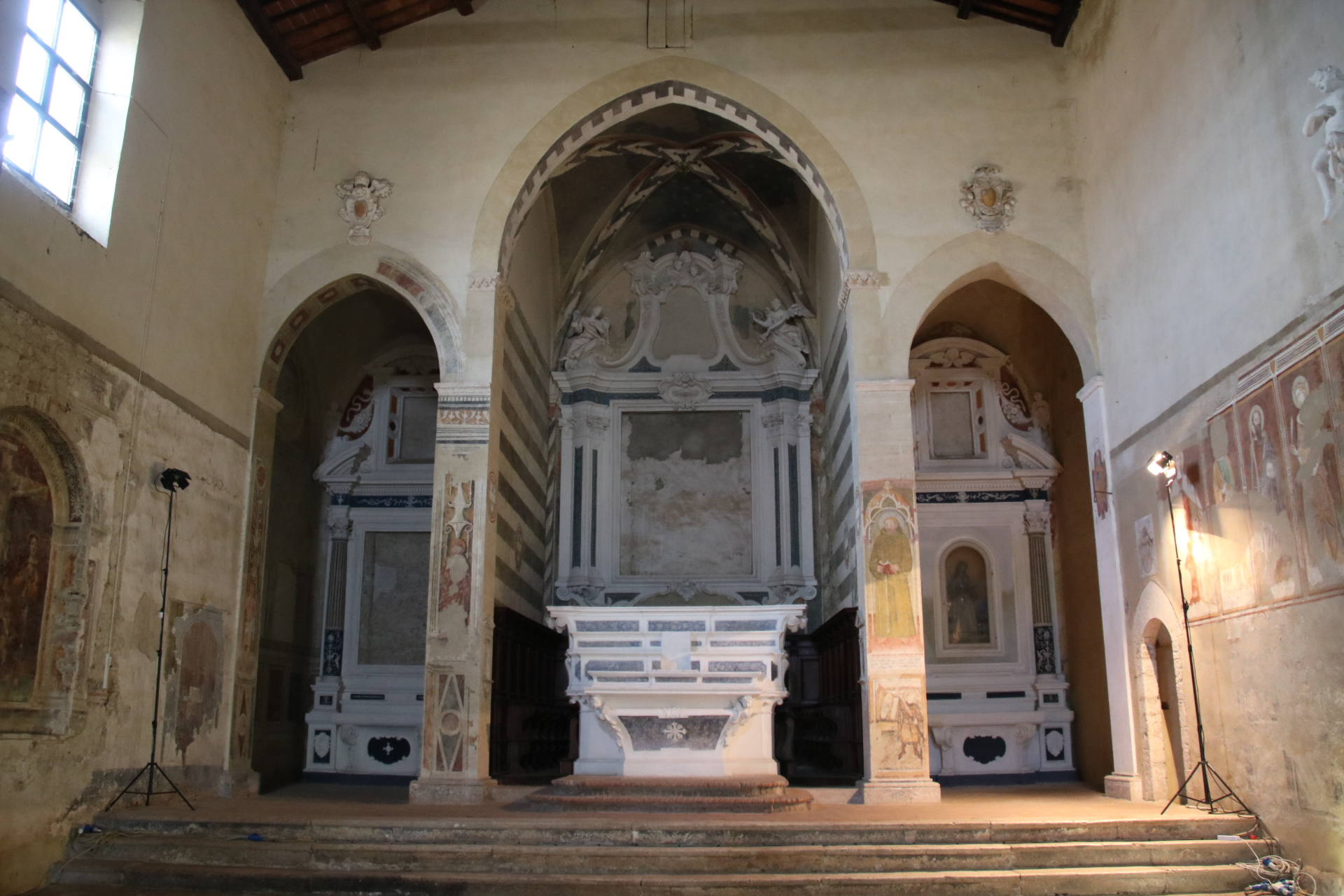
Le cappelle absidali

Nella parete di fondo si aprono tre arcate ogivali che immettono in altrettante cappelle absidali, a pianta quadrangolare e voltate a crociera, delle quali la maggiore è più ampia rispetto alle laterali, che sporgono leggermente verso l'esterno rispetto alla navata.
La cappella centrale fu dal 1345 al 1545 patronato della famiglia Tolomei, il cui stemma è riportato sulle pareti laterali. Quest'ultime recano nella parte inferiore l'originaria decorazione pittorica a fresco a fasce bicrome, che comprende anche il Cristo benedicente raffigurato in una ghimberga sulla parete di destra (probabilmente a coronamento di un antico tabernacolo), i lacerti presenti nella lunetta della parete di fondo delle Stimmate di san Francesco, i due Santi entro tabernacoli (Francesco d'Assisi e Antonio di Padova) in gran parte occultati dall'ancona barocca, la dentellatura nell'intradosso dell'arco absidale e il cielo stellato della volta; gli affreschi sono attribuibili ad un artista cimabuesco di ambito aretino. Gli stalli lignei del coro risalgono al 1708, ed è altresì settecentesco l'altare maggiore, il quale si compone di due parti: l'altare propriamente detto, situato al di sotto dell'arco absidale, e l'ancona, che occulta l'originaria monofora che si apriva nella parete di fondo dell'abside ed ospitava la Madonna in trono con Bambino e donatore di Lippo Memmi (1325-1330), attualmente presso il museo di palazzo Corboli, incorniciata dalla tela di Marcello Loli Piccolomini Santi Bernardino, Rosa e Sebastiano (1704), ora nella basilica di Sant'Agata; non si trattava della pala d'altare originaria, dal momento che fino al 1823 sull'altare vi era l'Incoronazione della Madonna tra i santi Lucia, Francesco, Girolamo e Caterina, e angeli di Bartolomeo Neroni (1545), dal 1828 nella Pinacoteca Nazionale di Siena. Dalla cappella maggiore provengono altre opere, tra le quali il gruppo scultoreo in legno dipinto dell'Annunciazione di Francesco di Valdambrino (1410 circa), anch'esso nel museo di palazzo Corboli. Sui pilastri dell'arco di accesso della cappella, due tabernacoli del XV secolo, in marmo, recanti lo stemma Tolomei.
La cappella di destra, fin dal 1361 di patronato della famiglia Bandinelli, è dedicata a santa Margherita d'Antiochia, il cui martirio è raffigurato nell'affresco che occupa la parete di sinistra, mentre nella lunetta della stessa vi è Sant'Eufrasia in trono che fa pendant con l'altra Santa in trono la cui sinopia è visibile nella lunetta opposta; gli affreschi sono attribuiti a Bartolo di Fredi e databili agli anni settanta del Trecento. L'altare barocco in stucco, risalente alla metà del XVII secolo e caratterizzato da una finestra rettangolare murata nella cimasa, ospita entro una nicchia una statua della Vergine Maria in luogo della tela di Rutilio Manetti Visione di san Felice da Cantalice (1630). Sul pilastro che divide la cappella di Santa Margherita da quella maggiore, vi sono due affreschi: in alto San Francesco entro un'edicola di Agostino di Marsilio (fine anni trenta del Quattrocento?), in basso San Giuliano che ha ucciso i genitori di pittore senese della seconda metà del XIV secolo.
La cappella di sinistra, intitolata a san Lorenzo, è stata nel corso dei secoli patronato di diverse famiglie, nell'ordine: Gherardi, Pinocci, probabilmente Borghesi, e Bandinelli. L'altare, analogo a quello della cappella simmetrica, ha accolto dal 1723 una tela attribuita a Donato Creti e raffigurante San Lorenzo che risana un bambino, commissionata appositamente da Giovanni Battista Pasquini in sostituzione di un dipinto più antico andato perduto. Le pareti laterali vennero affrescate nel 1490 da un pittore senese, con un alto zoccolo in finti marmi al di sopra del quale si sviluppa un loggiato rinascimentale, vuoto, sormontato da un rosone, posto quest'ultimo nella lunetta; coeve sono le pitture sui pilastri, recanti lo stemma Gherardi e raffiguranti San Sigismondo e San Bonaventura (a destra) e San Sebastiano (a sinistra).

## Opere già in San Francesco

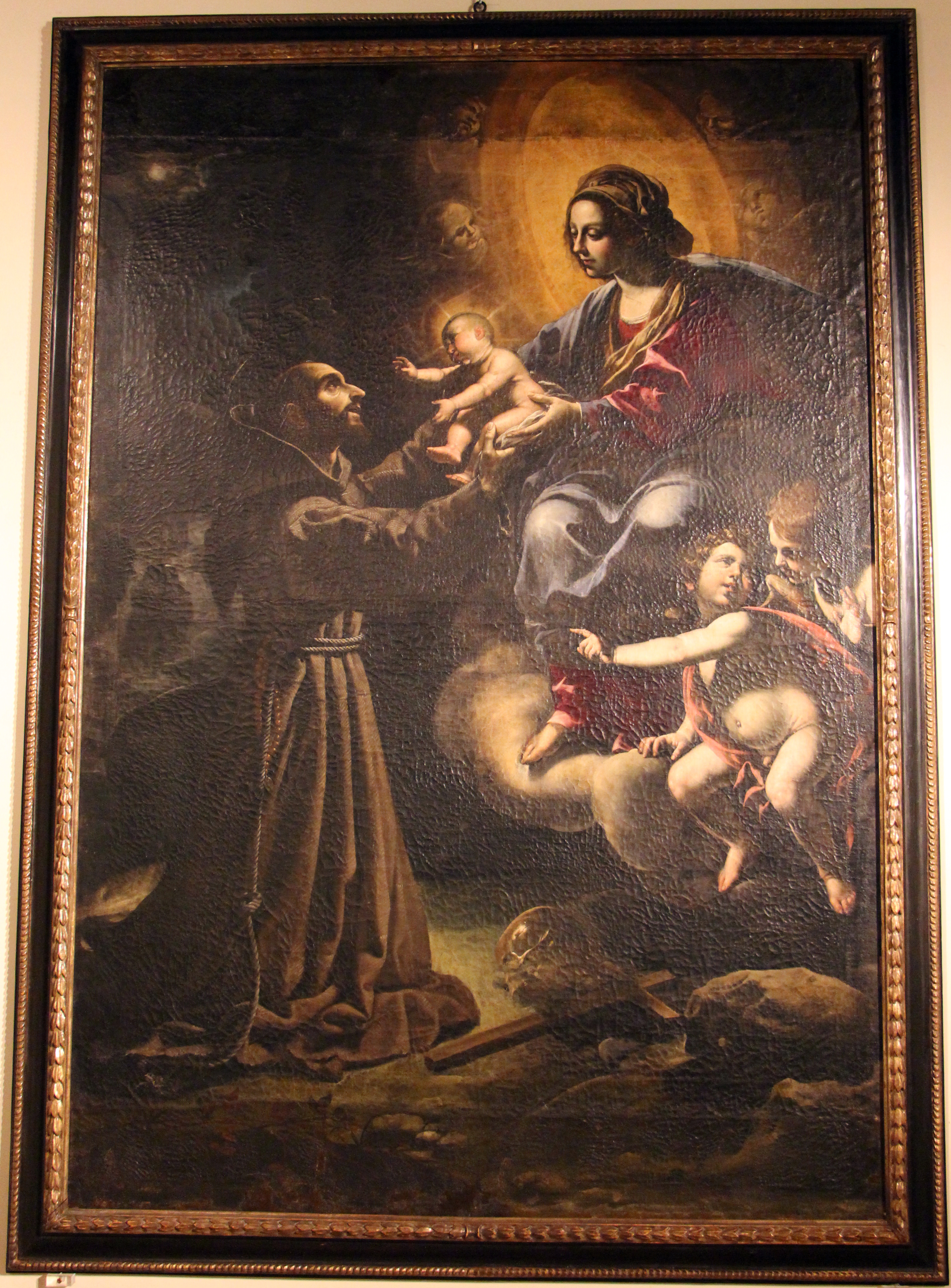
Rutilio Manetti, Visione di san Felice da Cantalice (1630)

Le opere provenienti dalla chiesa di San Francesco ed attualmente esposte presso il museo di palazzo Corboli ad Asciano sono le seguenti (in ordine cronologico; ove non diversamente specificato, si tratta di dipinti):
- Lippo Memmi, Madonna in trono con Bambino e donatore (1325-1330);
- anonimo senese (?), statua lignea policroma di Sant'Antonio abate (terzo quarto del XIV secolo);
- Maestro di Monticiano, Ultima cena, Orazione dell'orto degli ulivi, Flagellazione, Crocifissione e Gesù risorto (inizi del XV secolo);
- Francesco di Valdambrino, gruppo scultoreo dell'Annunciazione (1410 circa);
- Antonio Ghini, acquasantiera in travertino (1450-1480);
- anonimo, Adorazione dei Magi (XVII secolo);
- anonimo senese, statua lignea policroma di Sant'Antonio abate (XVII secolo);
- anonimo, Madonna del Rosario (inizi del XVII secolo);
- lapide sepolcrale della famiglia Borghesi (1610);
- Rutilio Manetti, Visione di san Felice da Cantalice (1630);
- Antonio Maria Möller, Santa Chiara d'Assisi e Santa Elisabetta d'Ungheria (1631);
- Francesco Nasini, Agar ripudiata da Abramo e Agar e l'angelo (seconda metà del XVII secolo);
- Francesco Nasini, Martirio e Morte di un santo vescovo (seconda metà del XVII secolo);
- Francesco Nasini, Gesù in croce tra la Madonna, san Giovanni Evangelista e san Francesco (1664);
- Donato Creti, San Lorenzo risana un bambino (1723);

Nella basilica di Sant'Agata ad Asciano:
- Lorenzo Feliciati, Madonna annunciata (seconda metà del XVII secolo);
- Marcello Loli Piccolomini, Santi Bernardino, Rosa e Sebastiano (1704).

Nella Pinacoteca nazionale di Siena:
- Bartolomeo Neroni, Incoronazione della Madonna tra i santi Lucia, Francesco, Girolamo e Caterina, e angeli (1545).